# Michal Dočolomanský
Michal Dočolomanský (Nedeca, 25. ožujka 1942. – Bratislava, 26. kolovoza 2008.) bio je slovački filmski, televizijski i kazališni glumac i pjevač. Široj javnosti poznat je po ulozi Nicka Cartera u filmu Večera za Adele.

## Životopis
Michalov otac Rudolf (rođen 1899.) radio je kao učitelj u rumunjskoj Transilvaniji među tamošnjim Slovacima. Tamo je oženio Rumunjku Floriannu koja je od njega bila mlađa šesnaest godina. Zajedno su imali desetero djece. Godine 1942. su se preselili u selo Nedeca, koje je tada pripadalo Slovačkoj, a iste godine dobili su sina Michala. Krajem Drugog svjetskog rata obitelj se preselila u mjesto Svätý Jur. Njegov otac je umro 1954., a majka 1995. godine. Pokopani su na groblju Slávičie doline.
Nakon završetka osnovne škole Dočolomanský je bio obučavan za mehaničara. Već je u djetinjstvu pohađao amatersko kazalište, a osim glumom bavio se i gimnastikom. Glumu je diplomirao 1964. godine na Akademiji dramskih umjetnosti u Bratislavi, a tada je postao i članom Slovačkog narodnog kazališta.
Umro je 26. kolovoza 2008. u 66. godini života u jutarnjim satima u bratislavskoj bolnici od raka pluća.

## Diskografija
- 1973. – Hala, hala (Gala, gala)
- 1977. – Ľúbim ťa
- 1995. –  Repete 5
- 1995. –  Repete 8
- 1995. –  Repete Gala 1
- 1995. –  Repete Gala 2
- 1995. –  Janko Pallo a Michal Dočolomanský - Vianočné posolstvo lásky
- 1996. –  Hviezdne Vianoce
- 2003. –  Chalupárium
- 2003. –  Jubileum humoru 50
- 2007. –  Spravodlivé knieža
- 2007. –  20 Naj retro Vianoce
- 2008. –  20 Naj
- 2008. –  Dočolomanského Piškoviny - Michal Dočolomanský a Rasťo Piško
- 2009. –  Posledné ďakujem

## Vanjske poveznice
- Michal Dočolomanský u internetskoj bazi filmova IMDb-u (engl.)